# 後崩山
後崩山，是台灣嘉義縣六腳鄉的一個傳統地域名稱，位於該鄉西部最北端。相較於今日行政區，其範圍大致為崩山村不含東南端。

## 歷史
台灣清治末期至日治初期，後崩山地區為一（舊制）街庄，稱為「後崩山庄」，隸屬於大槺榔西堡。昔日該庄西北及北隔北港溪與欍仔埔庄、頂蔦松庄為界，東與六腳佃庄為鄰，南邊東段為林內庄，南邊西段為頂揖仔藔庄，且其凸出部分被該庄包圍，西邊為溪仔下庄。
1901年（日治明治三十四年）11月，全台廢縣廳改設二十廳，該庄隸屬於嘉義廳。1903年（明治三十六年）6月，該庄編入「六腳佃區」，隸屬於嘉義廳。1909年（明治四十二年）10月，合併二十廳為十二廳，六腳佃區仍隸屬於嘉義廳。1920年（大正九年），全台地方制度大改正，廢十二廳改設五州二廳，該庄改制為「後崩山」大字，隸屬於臺南州東石郡六腳庄（新制街庄）。
戰後六腳庄改制為六腳鄉，隸屬於臺南縣，大字亦改制為村。1950年10月，雲、嘉、南分治，六腳鄉改隸屬於嘉義縣。

## 聚落
本地區發展較早的聚落為後崩山，在日治期初期的官方地圖上已有記載。

## 交通
縣道166號是東石鄉東石至梅山鄉瑞里的道路，經過本地區後崩山聚落。由該道路（大方向）西行可前往東石鄉，並止於東石港聚落（東石市區）；東行可前往新港鄉南部、民雄鄉南部、竹崎鄉、梅山鄉，並止於瑞里聚落東北東邊的縣道162甲線路口。

## 學校
- 六腳國小崩山分校（已廢校）